# Ondřej Vaculík
Ondřej Vaculík (* 12. Mai 1986 in Jilemnice) ist ein ehemaliger tschechischer Skispringer.

## Werdegang
Vaculíks ersten internationalen Wettkämpfe waren eine Reihe von Springen im Skisprung-Continental-Cup 2001/02, wo er allerdings mit einem 27. Rang als beste Platzierung nur wenige Punkte holte und schließlich 248. im Gesamtklassement wurde. Eine Saison später nahm er zum ersten Mal an der Nordischen Juniorenskiweltmeisterschaft teil, dort gelang ihm im Team zumindest ein siebter Platz. Nachdem er bei den Einzelwettbewerben in der nächsten Zeit keine guten Resultate erreichte, nominierte der Verband ihn bis Ende des Jahres 2005 für kein Continental-Cup-Springen mehr. Erst in der Saison 2005/06 startete er in jener unterklassigen Rennserie wieder und verbesserte sein Top-Ergebnis auf einen 14. Rang. Daraufhin wurde er noch in der gleichen Saison im Weltcup eingesetzt, wo er gleich beim zweiten Springen als 28. seine ersten Weltcuppunkte sammelte. Nach einem weiteren guten Auftritt im Team, mit dem er beim Weltcup in Willingen Siebter wurde, startete er als einer von fünf tschechischen Skispringern bei den Olympischen Winterspielen 2006 in Turin. Während er sich im Einzel als 45. nur knapp für den Wettkampf qualifizierte, errang er mit dem Team den neunten Platz.
In der Saison 2006/07 gelangen Vaculík bei den Continental-Cup-Springen in Engelberg und Planica erfolgreiche Resultate, unter anderem ein zweiter und zwei vierte Ränge. Insgesamt platzierte er sich in der Gesamtwertung auf dem 27. Platz, außerdem erreichte er dadurch weitere Weltcup-Einsätze, jedoch verpasste er dort die zweiten Durchgänge und damit Punkte. Im März 2007 ging der Tscheche bei der Nordischen Skiweltmeisterschaft in Sapporo an den Start, wo er 50. im Einzel wurde. Im Winter 2007/08 platzierte sich Vaculík bei zwei FIS-Cup-Springen auf dem zweiten Platz, dazu kamen erneute Top-10-Resultate im Continental Cup. Im Sommer 2008 gelang ihm auch beim FIS-Grand-Prix einige gute Ergebnisse, darunter ein dritter Rang mit dem Team. Der Skisprung-Weltcup 2008/2009 begann für ihn erfolgreich mit weiteren Punkten und seiner bisher besten Einzelplatzierung, einem 25. Rang beim Springen in Engelberg.

## Statistik

### Weltcup-Platzierungen
| Saison  | Platz | Punkte |
| ------- | ----- | ------ |
| 2005/06 | 79.   | 04     |
| 2008/09 | 62.   | 14     |
| 2010/11 | 82.   | 01     |

### Grand-Prix-Platzierungen
| Saison | Platz | Punkte |
| ------ | ----- | ------ |
| 2008   | 54.   | 33     |
| 2009   | 64.   | 12     |
| 2011   | 39.   | 56     |